# 田中菜津美
田中 菜津美（たなか なつみ、2000年〈平成12年〉8月10日 - ）は、日本のローカルタレントであり、女性アイドルグループ・HKT48およびSKE48の元メンバーである。福岡県福岡市出身。現在は福岡ローカルでのテレビ・ラジオ番組への出演が活動の主となっている。

## 略歴
2011年
- 7月10日、HKT48の1期生オーディションに合格。
- 10月23日、西武ドームで開催された『「フライングゲット」発売記念全国握手会イベント「AKB48祭り powerd by AKB48 神テレビ」』でHKT48メンバーとしてお披露目。
- 11月26日、HKT48劇場杮落とし公演で劇場デビュー。

2012年
- 3月4日、チームHが結成された際、正規メンバー16名の1人に選ばれる。

2014年
- 2月24日、Zepp DiverCityで開催された『AKB48グループ大組閣祭り』で、SKE48チームSとの兼任が発表される。

2015年
- 5月28日、SKE48チームS「制服の芽」公演での「田中菜津美を送る会」をもってSKE48としての活動（兼任）を終了。
- 12月9日、AKB48の42ndシングル『唇にBe My Baby』収録のカップリング曲『マドンナの選択』でセンターを務める。

2016年
- 4月13日、HKT48の7thシングル『74億分の1の君へ』で、表題曲選抜メンバーとして初めて選出される。

2017年
- 6月17日、AKB48 49thシングル選抜総選挙では第50位。
- 8月2日、HKT48の10thシングル『キスは待つしかないのでしょうか?』収録のカップリング曲『恋するRibbon!』を外山大輔、福田貴訓とともに作詞。

2018年
- 6月16日、AKB48 53rdシングル世界選抜総選挙では第63位。

2019年
- 12月15日、HKT48を卒業することを発表。

2020年
- 1月11日、卒業公演をもって、HKT48の活動を終了。
- 4月6日、『PAO〜N』（KBCラジオ）の月曜日に出演を開始。これがHKT48卒業後初のメディア出演となる。
- 4月12日、『STEP』（KBCラジオ）に出演を開始。
- 11月5日、『KBC長浜横丁 LBレコード』（KBCラジオ）に出演を開始。
- 11月、自身初となる単独ミニフォトブック『autumn orange』を発売。
- 12月31日、ゲストとして定期的に出演していたYouTubeの『コンバット満チャンネル』が『コンバットなつみかんチャンネル』に改名し、レギュラー出演化。

2021年
- 2月27日、『土曜の夜は!おとななテレビ』（TVQ九州放送）に出演を開始。これがHKT48卒業後初のテレビ番組出演となる。
- 4月3日、『ベストアメニティpresents コンバット満のLBレコード』（KBCラジオ）が放送開始。

2022年
- 3月27日、Youtube『BTSみやきチャンネル』へ初出演。
- 7月19日、『プロフェッサーZ』（RKB毎日放送）に出演を開始。

## 人物
- 自身の誕生日をハートの日（8月10日）と紹介することが多い。
- 漢字が苦手で台本等は振り仮名が無いと読めない。あるイベントで「アジの漁獲量(ぎょかくりょう)亅を「アジの致死量(ちしりょう)」と発言している。

## 参加曲

### シングルCD選抜曲
HKT48名義
- 「スキ!スキ!スキップ!」に収録
  - 今がイチバン - うまくち姫名義

- 「メロンジュース」に収録
  - そこで何を考えるか?
  - 泥のメトロノーム - うまくち姫名義

- 「桜、みんなで食べた」に収録
  - 既読スルー - Team H名義

- 「控えめI love you !」に収録
  - アイドルの王者 - Team H名義

- 「12秒」に収録
  - ロックだよ、人生は…
  - カメレオン女子高生 - Team H名義

- 「しぇからしか!」に収録
  - Buddy - Team H名義

- 74億分の1の君へ
- 「最高かよ」に収録
  - 夢ひとつ - 穴井千尋と仲間たち名義
  - 夜空の月を飲み込もう - Team H名義

- 「バグっていいじゃん」に収録
  - 僕だけの白日夢 - プラチナガールズ名義
  - HKT48ファミリー

- 「キスは待つしかないのでしょうか?」に収録
  - 隣の彼はカッコよく見える - プラチナガールズ名義
  - 恋するRibbon! - 村重選抜名義

- 「早送りカレンダー」に収録
  - Just a moment - 幸せDAパンケーキ名義

- 「意志」に収録
  - 誰より手を振ろう
  - いつだってそばにいる
  - 大人列車はどこを走ってるのか? - 8%名義

SKE48名義
- 「不器用太陽」に収録
  - 放課後レース - Team S名義

- 「12月のカンガルー」に収録
  - 消せない炎 - Team S名義

- 「コケティッシュ渋滞中」に収録
  - DIRTY - Team S名義

AKB48名義
- 「ギンガムチェック」に収録
  - あの日の風鈴 - ウェイティングガールズ名義

- 「鈴懸の木の道で「君の微笑みを夢に見る」と言ってしまったら僕たちの関係はどう変わってしまうのか、僕なりに何日か考えた上でのやや気恥ずかしい結論のようなもの」に収録
  - ウインクは3回 - HKT48名義

- 「唇にBe My Baby」に収録
  - マドンナの選択 - れなっち総選挙選抜名義（センター）

- 「ハイテンション」に収録
  - ハッピーエンド - レナッチーズ名義

- 「#好きなんだ」に収録
  - 自分たちの恋に限って - フューチャーガールズ名義

- 「センチメンタルトレイン」に収録
  - ある日 ふいに… - フューチャーガールズ名義

### アルバムCD選抜曲
AKB48名義
- 「1830m」に収録
  - 青空よ 寂しくないか? - AKB48+SKE48+NMB48+HKT48名義

- 「ここがロドスだ、ここで跳べ!」に収録
  - 僕たちのイデオロギー

### 劇場公演ユニット曲
チームH 1st「手をつなぎながら」
- この胸のバーコード
- チョコの行方

チームH 「博多レジェンド」
- 制服レジスタンス
- 天国野郎

HKT48 ひまわり組「パジャマドライブ」
- 鏡の中のジャンヌ・ダルク

チームH 2nd「青春ガールズ」
- 雨の動物園

チームS 5th「制服の芽」
- 狼とプライド
- 万華鏡

チームH 3rd「最終ベルが鳴る」
- リターンマッチ
- 20人姉妹の歌

SKE48 アップカミング公演 ファイナル
- 涙の湘南
- 花火は終わらない

HKT48 ひまわり組「ただいま恋愛中」
- 7時12分の初恋
- 純愛のクレッシェンド

チームH 4th「シアターの女神」
- 初恋よ こんにちは
- ロッカールームボーイ

## 出演

### テレビ番組
現在の出演番組
以下の番組はレポーターやスタジオゲストとして不定期出演。
- 土曜の夜は!おとななテレビ（TVQ九州放送、2021年2月27日- ）
- ブルーリバーの望むところだ！（TVQ九州放送、2021年7月4日- ）
  - 後述の「さんばんぐみ」から独立した番組。

- 地元応援live Wish＋（KBC九州朝日放送、2022年以降- ）

過去の出演番組
- プロフェッサーZ (RKB毎日放送、2022年7月19日 - 9月27日)
  - MCとして出演。

- さんばんぐみ（TVQ九州放送、2021年3月21日、4月18日、5月16日）
  - 3番組を一体化した特番。この中の「ブルーリバーの望むところだ！」に出演。

ゲスト出演
- ばりすき！(TVQ九州放送、2021年8月21日)
  - 番組内のコーナー「高山質店presents ばりすき！査定ダービー」に出演。

### ラジオ番組
現在の出演番組
- ハッピーアワー（KBCラジオ、2023年4月4日 - ）
- ベストアメニティpresents KIZUKI ラジオ-気づくのは今。築くのは明日。-、（KBCラジオ、2025年4月 - ）
  - 後述する『 コンバット満のFranping Radio』の後継番組。

- ハカタカランキン!（FM FUKUOKA、2025年7月 - ）

過去の出演番組
- HKT48 ラジオ聴かナイト!（KBCラジオ、2015年2月8日 - 2020年1月5日） - 準レギュラー
- PAO〜N（KBCラジオ）
  - 2020年春に月曜レギュラーであった平田たかこが産休のため、2020年4月6日・同27日・5月18日に出演。同6月1日より隔週出演。平田たかこの産休からの復帰のため、同9月21日で出演終了。その後コーナーゲストとして同11月30日に電話出演、スタジオ出演者として同12月28日にも出演した。

- STEP（KBCラジオ、2020年11月 - 2023年3月）
  - 2020年4月19日より6月7日まで、レギュラー出演者で熊本県在住の高崎恵理が新型コロナウイルス感染拡大防止のため福岡県への移動自粛をした為、全編にレギュラー出演。以降は不定期出演。

- KBC長浜横丁 LBレコード（KBCラジオ）
  - 2020年からナイターオフ期の木曜日に出演。2021年以降のナイターイン期のうち、デーゲームや移動日等でナイターのホークス戦がない日は放送があり、木曜日の場合は出演している。

- アサデス。ラジオ（KBCラジオ、2022年3月23日 - 4月26日、2022年10月11日 - 11月1日）
  - 2022年3月期は4月6日を除く水曜日、2022年10月期は火曜日に、キンレイ の商品アンバサダーとして出演。

- UP↑UP(CROSS FM、2024年4月 - 2025年2月) - 月曜レギュラー
- ベストアメニティpresents コンバット満のFranping Radio（KBCラジオ、2021年4月 - 2025年3月）
  - 番組開始から2021年9月までは「コンバット満のLBレコード」として放送。

特別番組
- ＬＢレコード 2022 ～新春しゃべりまSHOW～(KBCラジオ、2022年1月3日)
- ブルーリバーの2023年も挑むところだ！(KBCラジオ、2023年1月3日)

ゲスト出演
- KBC長浜横丁　居酒屋清子(KBCラジオ、2020年4月13日)
- オーガスタMusicWish～よってkeYA！きいてkeYA！～(KBCラジオ、2022年8月27日)

### CM
- KBCラジオ radiko（2020年）

### 広告・広報
- ワイエスフード 田中菜津美×筑豊ホルモン鍋香春「なつみかんホルモン鍋セット」（2022年1月17日 - 2月5日）[28]
- ワイエスフード 田中菜津美 HAPPY BIRTHDAY企画「なつみ缶ケーキ」(2022年8月13日 - 8月31日) [29]
- KBCラジオ『ラジオで話そう 1000人キャンペーン〜今、どうですか？〜』デジタルサイネージ（2020年）
- ボートレースチケットショップみやき　街頭看板(2022年 - )

### イベント
- 2020明治安田生命J2リーグ第1節 ギラヴァンツ北九州VSアビスパ福岡 ハーフタイムショー（ミクニワールドスタジアム北九州、2020年2月23日）[30]
- HKT48トークショー(芥屋ゴルフ倶楽部 Goodパーク特設ステージ、2022年8月27日)[27] - 司会
  - Sansan KBCオーガスタゴルフトーナメント2022のステージイベントの1つとして開催。
- ブルーリバー青木トークライブ「談笑 vol.9」(福岡市科学館 サイエンスホール、2022年9月4日)[31] - ゲスト
- ピザクック Presents ビーグルクルー 子どもたちの夢 応援プロジェクト 特別編（さざんぴあ博多、2022年11月20日）[32] - 進行
- 第48回KBCラジオ・チャリティー・ミュージックソン（ゆめタウン久留米・ゆめタウン博多、2022年12月24日-25日）[33] - ステージ出演
  - 25日はゆめタウン久留米でステージ進行を、25日はゆめタウン博多で前日のゆめタウン久留米での活動紹介を行った。いずれも一部はKBCラジオでの24時間特別番組内で生放送された。

### 写真集
- 「graduation 中学卒業2016」（2016年3月1日、東京ニュース通信社）ISBN 978-4863365407
- 「AKB48れなっち総選挙選抜写真集 16colors」（2017年1月31日、徳間書店） ISBN 978-4198642891
- ミニフォトブック「autumn orange」（2020年11月）[7]